# ماتیاس گرونوالد
ماتیاس گرونوالد (به آلمانی: Matthias Grünewald) نقاش مشهور آلمانی دوران رنسانس است. وی یکی از بزرگترین فردگرایان دورهٔ رنسانس و هنرمندی با نبوغ و نوآوری اصیل بود.

## زندگی‌نامه
گرونوالد که تا روزگار ما به فراموشی سپرده شده بود، ظاهراً علایق پر دامنه‌ای همپای هنرمندان فردگرای دورهٔ رنسانس داشته‌است. وی که از ۱۵۱۱ به بعد به عنوان نقاش و تزئینکار درباری برای اسقفان اعظم، ماینتس کار می‌کرد، معمار، مهندس هیدرولیک و سرپرست کارهای ساختمانی ایشان نیز بود. بدون تردید، تمایلات لوتری نیز داشت. منابع شکل‌گیری سبک گرونوالد دقیقاً معلوم نیستند. احتمالاً او به ایتالیا سفر کرده بود ولی چندان اثری از کلاسیسیسم دورهٔ رنسانس در هنرش دیده نمی‌شود. با آثار دورر آشنا بود و احتمالاً با آثار هیرونیموس بوش نیز آشنا شد. او که رنگ پردازی چیره‌دست بود علاقه‌ای به ساختن پیکرهٔ عظیم و آرمانی به شیوهٔ هنرمندان ایتالیا نداشت. رنگ او با مایه‌های ظریف و هارمونی‌های ملایم از یک طرف و دیسونانس گیج‌کننده از طرف دیگر مشخص می‌شود. گرونوالد که علاقه‌ای به منظره‌های طبیعی نداشت، به نمایش دو دنیای آسمانی و زمینی یا دوزخی روی آورد.

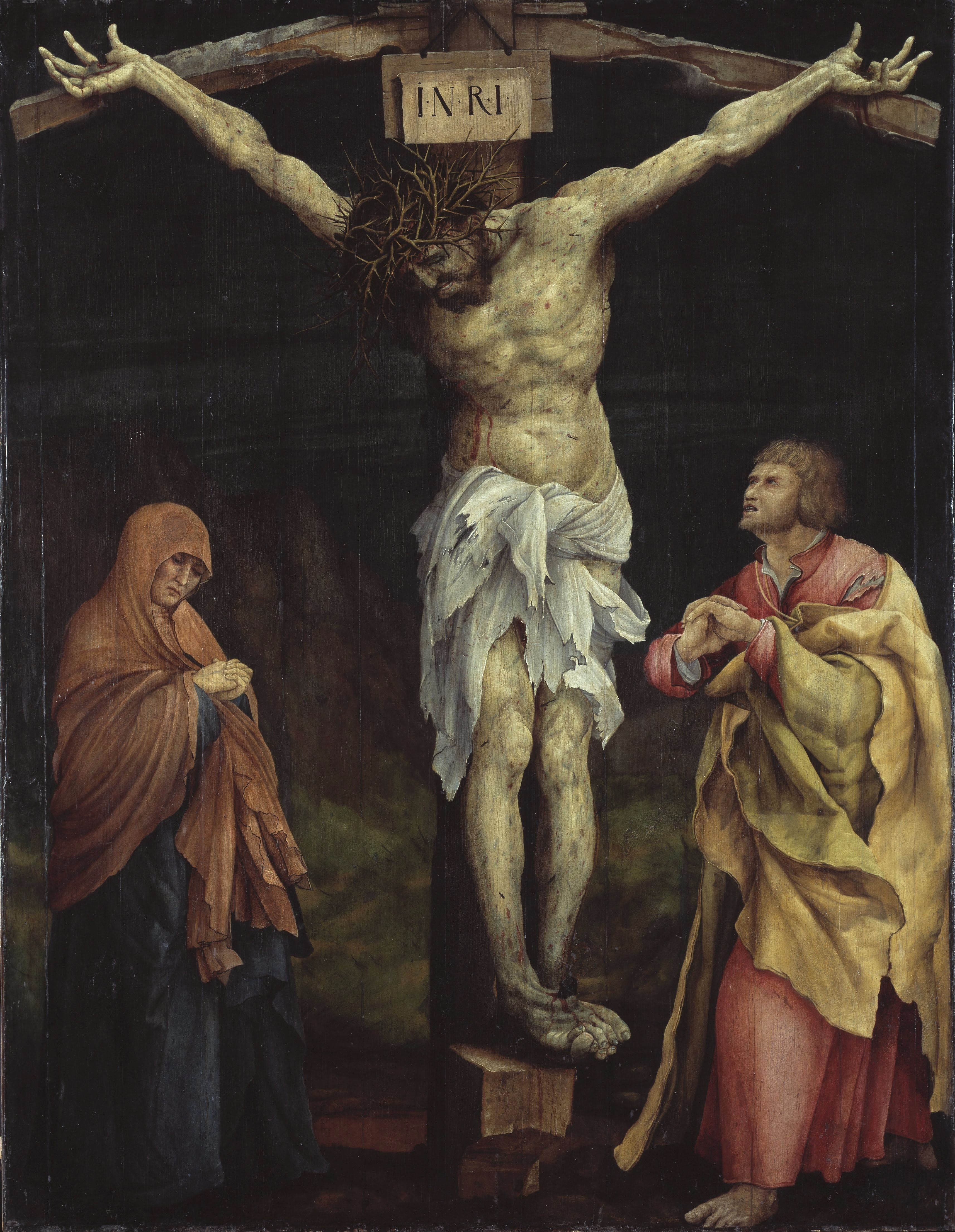
عیسی بر صلیب

## عیسی برصلیب
در تابلوی عیسی بر صلیب از قاب تزئینی محجر مذبح ایزنهایم، گرونوالد احتمالاً به یاد ماندنی‌ترین تفسیر ممکن را از این موضوع در تاریخ هنر در برابر ما مجسم می‌سازد. این محجر از یک تابوت حکاکی شدهٔ چوبی با دو لوحهٔ قابل انتقال جانبی تشکیل شده‌است. در این قابها که در فاصلهٔ سال‌های ۱۵۱۰ و ۱۵۱۵ برای مذبح کلیسای دیر رهبانان فرقهٔ قدیس آنتونیوس در ایزنهایم نقاشی شدند، سه صحنه دیده می‌شود که عیسی بر صلیب آخرین صحنه است و وقتی لوحه‌ها بسته شوند دیده می‌شود. جنبهٔ اندوه‌بار این نقاشی را می‌توان تا حدودی ناشی از استقرارش در بیمارستان دانست زیرا با اینکار می‌خواسته‌اند به بیماران بگویند که انسان دیگری، بیش از ایشان رنج و درد را تحمل کرد؛ عیس بر صلیب، یکی از چهار نسخهٔ شبیه‌سازی شده از این واقعه بود که برخی شان در جاهای مشابهی گذاشته شده بودند. لیکن، فقط نیروی تخیل شعله آسای گرونوالد بود که توانست چنین تصویر هولناک و اندوهباری از رنج‌های عیسی پدیدآورد. پیکر مجروح، خونبار و بی جان عیسی بر زمینه‌ای از تاریکی و تیرگی که بر طبق نص کتاب مقدس بر سطح زمین چیره شده است، با عضلات و جوارح به هم تابیده و زخم‌ها و پارگی‌های بیشمار مجسم شده‌است. در لحظهٔ مرگ، عذاب فوق طاقت آدمی، پاهای کبودش را می‌پیچاند، زیر بغلش را می‌شکافد، سر را به یک سو می‌آویزد، و انگشت‌ها را کج و کوله می‌کند. برای پی بردن به سفتی و کشیدگی اعصاب و نمایش تک تک خطوط پیکر عیسی بر صلیب کافیست بکوشیم انگشتانمان را به حال انگشتان او درآوریم. هیچ هنرمند دیگری نتوانسته است چنین تصویری از زشتی رنج و درد بشر را به روی تابلوی نقاشی بیاورد. شکل‌های گوشه‌دار و تیز ناشی از عذاب در پیکره‌های از حال رفتهٔ مریم و قدیس یحیی و اندوه و حرمان و ماتم زدگی مریم ظاهر می‌شوند. در طرف دیگر، یحیی تعمید دهنده با آرامشی اطمینان بخش ایستاده است و با انگشتی به تیزی منقار پرنده به جسد عیسی بر صلیب اشاره می‌کند و سرنوشت عیسی را به عنوان رهاننده و سرنوشت خودش را به عنوان یک منادی صرف در کتیبه‌ای لاتینی نشان می‌دهد :" شایسته آن است که فزونتر گردد و من کاسته تر شوم ."
رنگ‌های درخشان و تند و ناهمساز - سیاه، قرمز جگری، زرد لیمویی و کبودی هولناک لحظهٔ مرگ - برای نمایش شکل‌های تخت و گوشه‌دار مناسب هستند. این صحنه که در میان کوهی مرتفع و مشرف بر قله‌های پست‌تر و در دل تاریکی به وقوع پیوسته، با تابش ناگهانی نوری که پیکره‌ها را در این حالت تأثیرگذاری هولناک نگه می‌دارد، از شدت می‌افتد.

## تابلوها

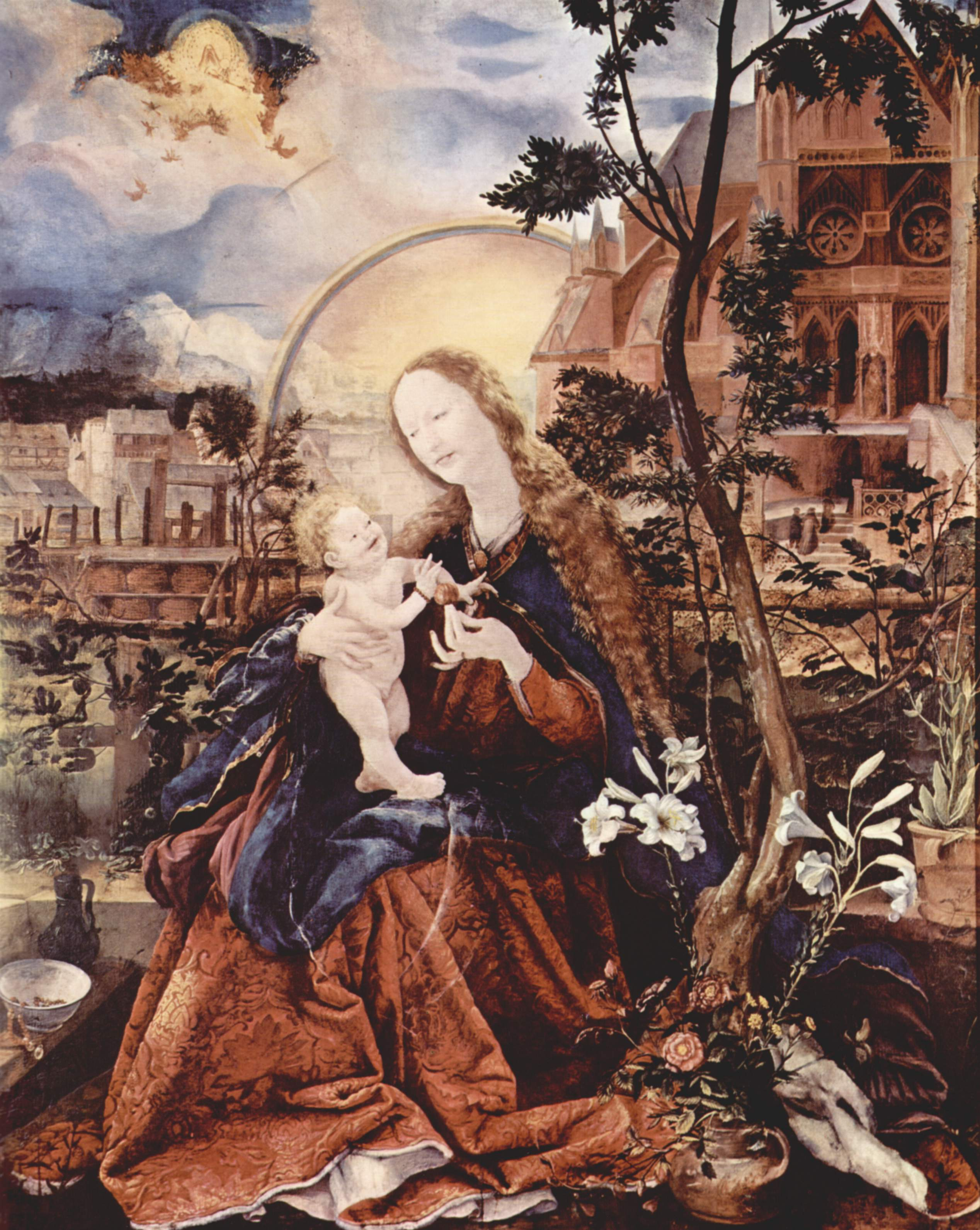
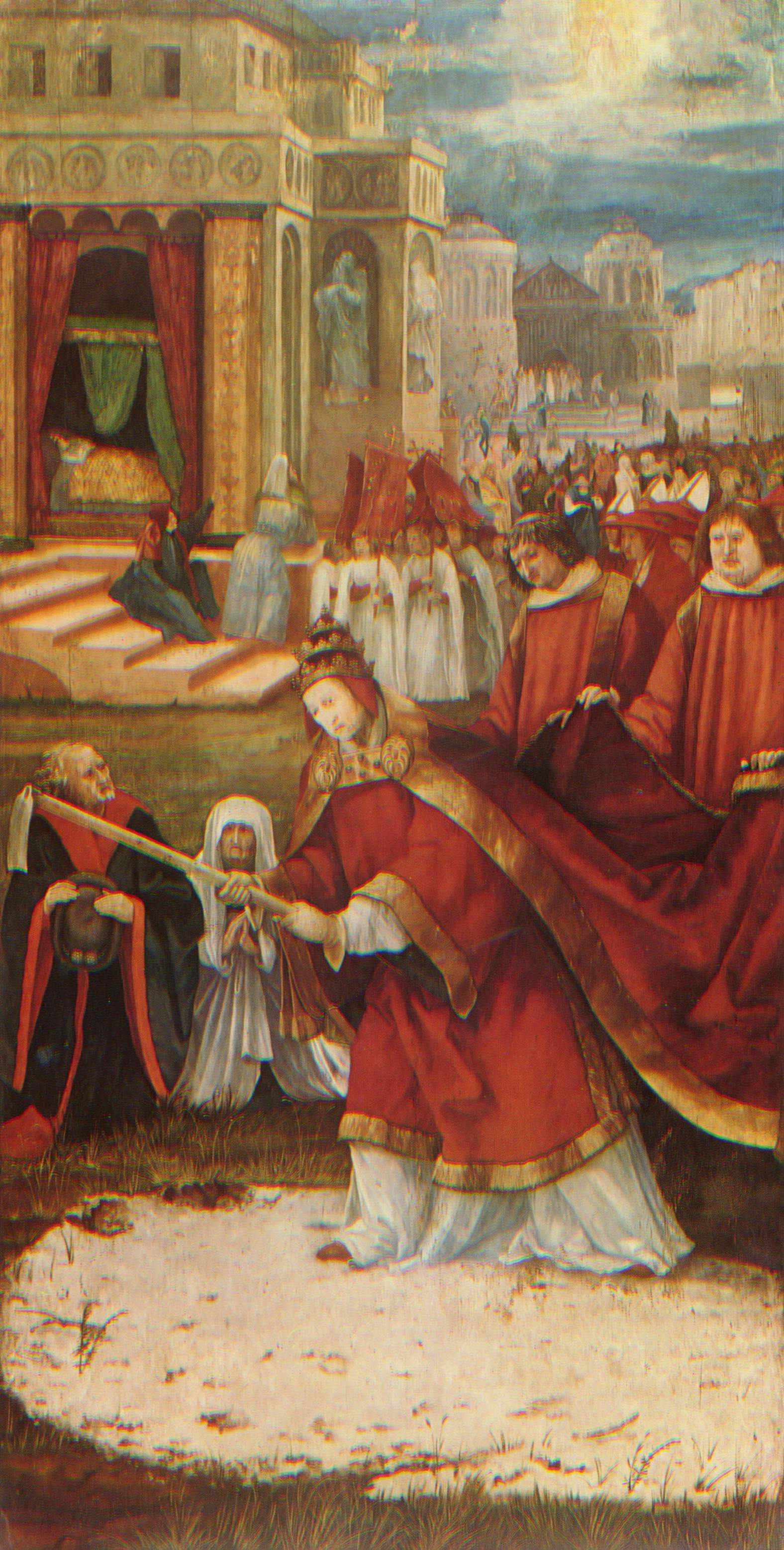
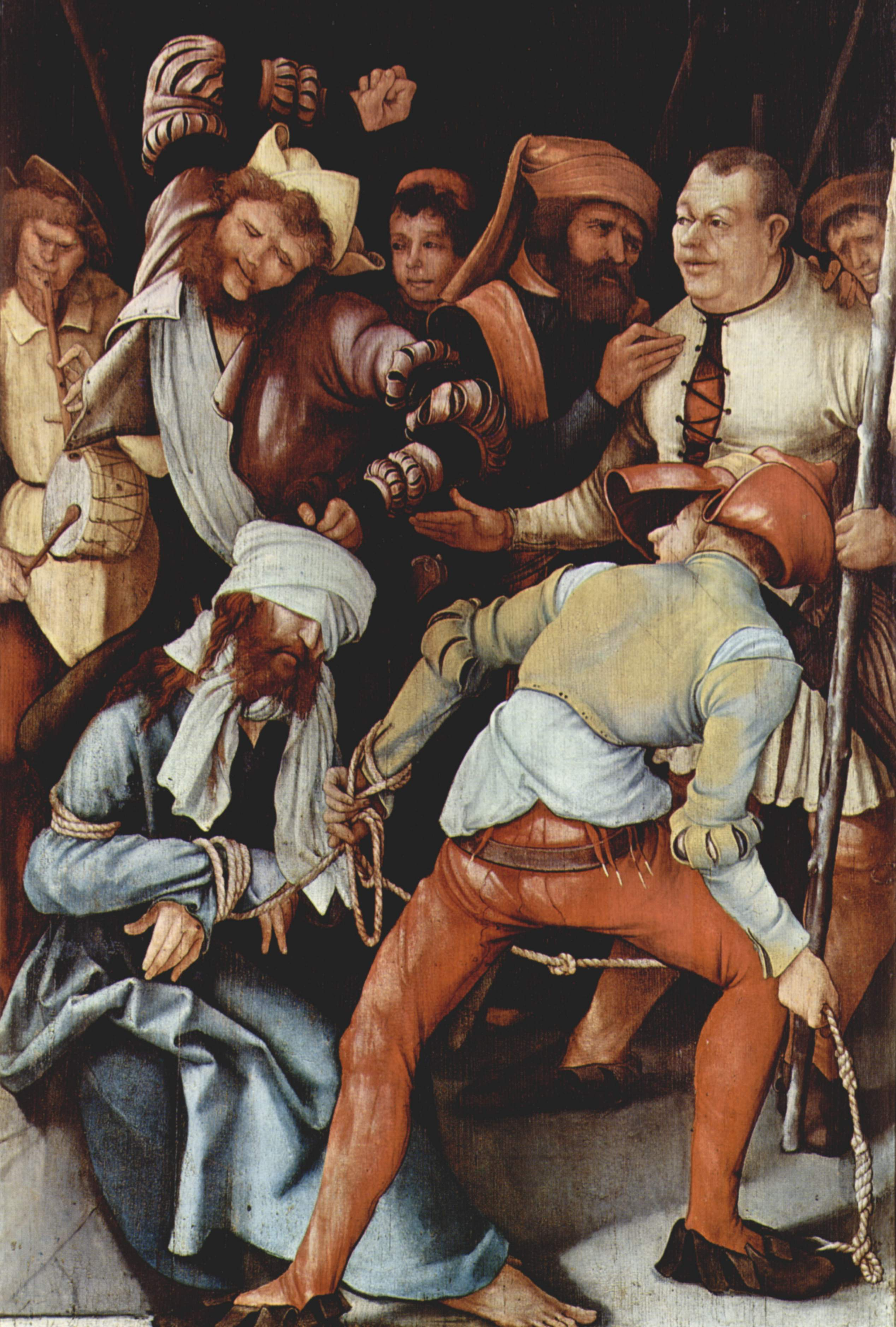
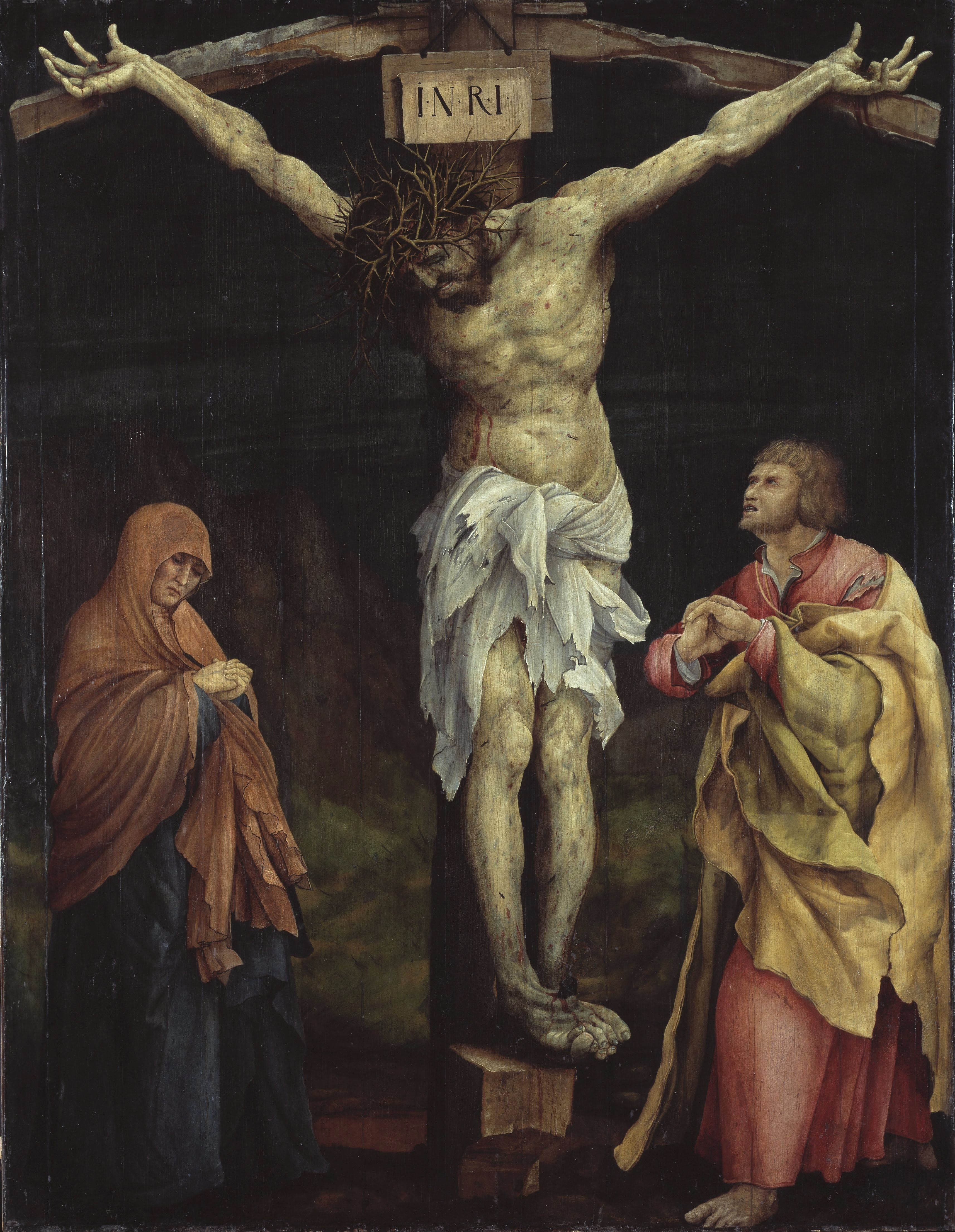
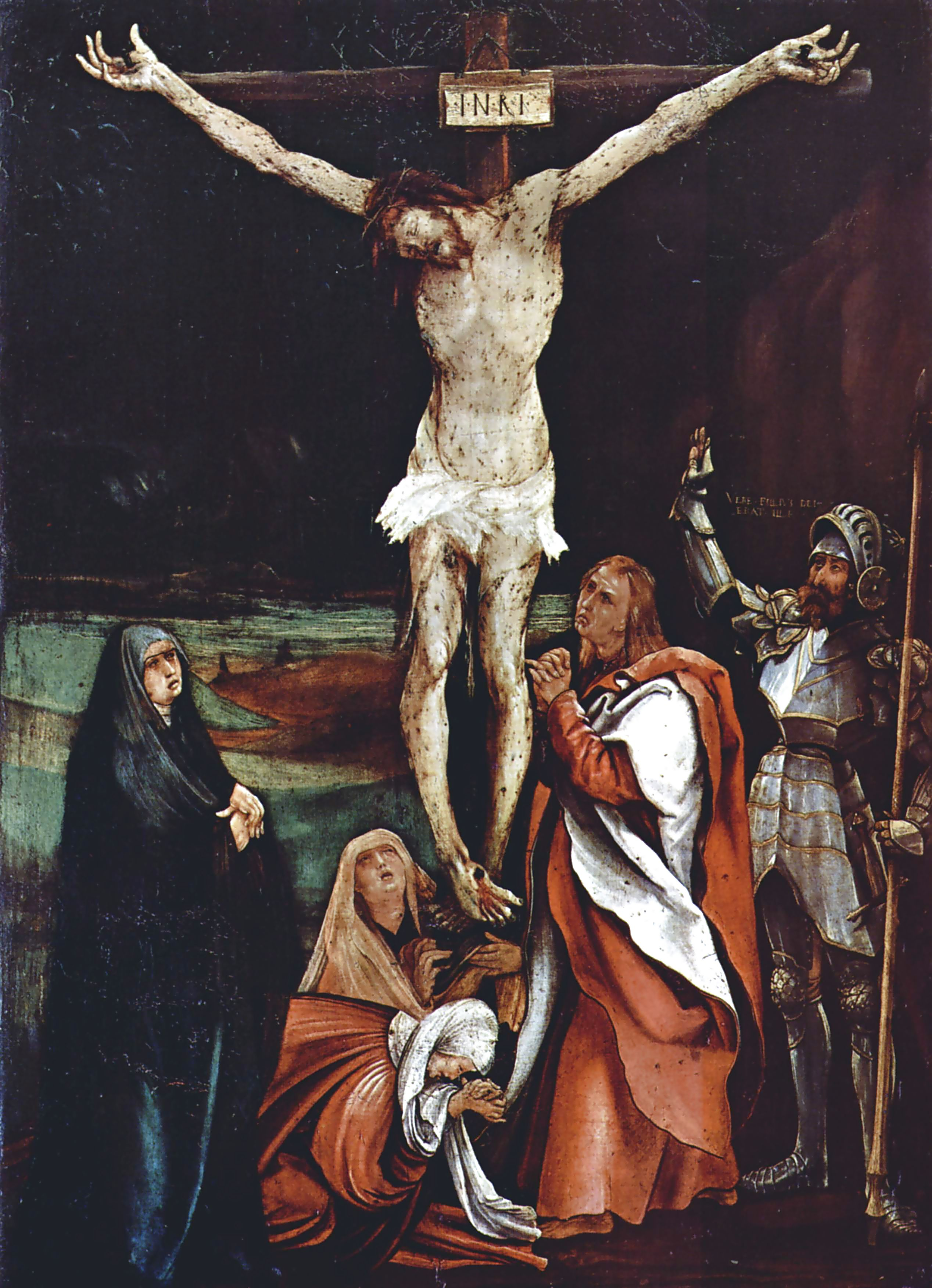
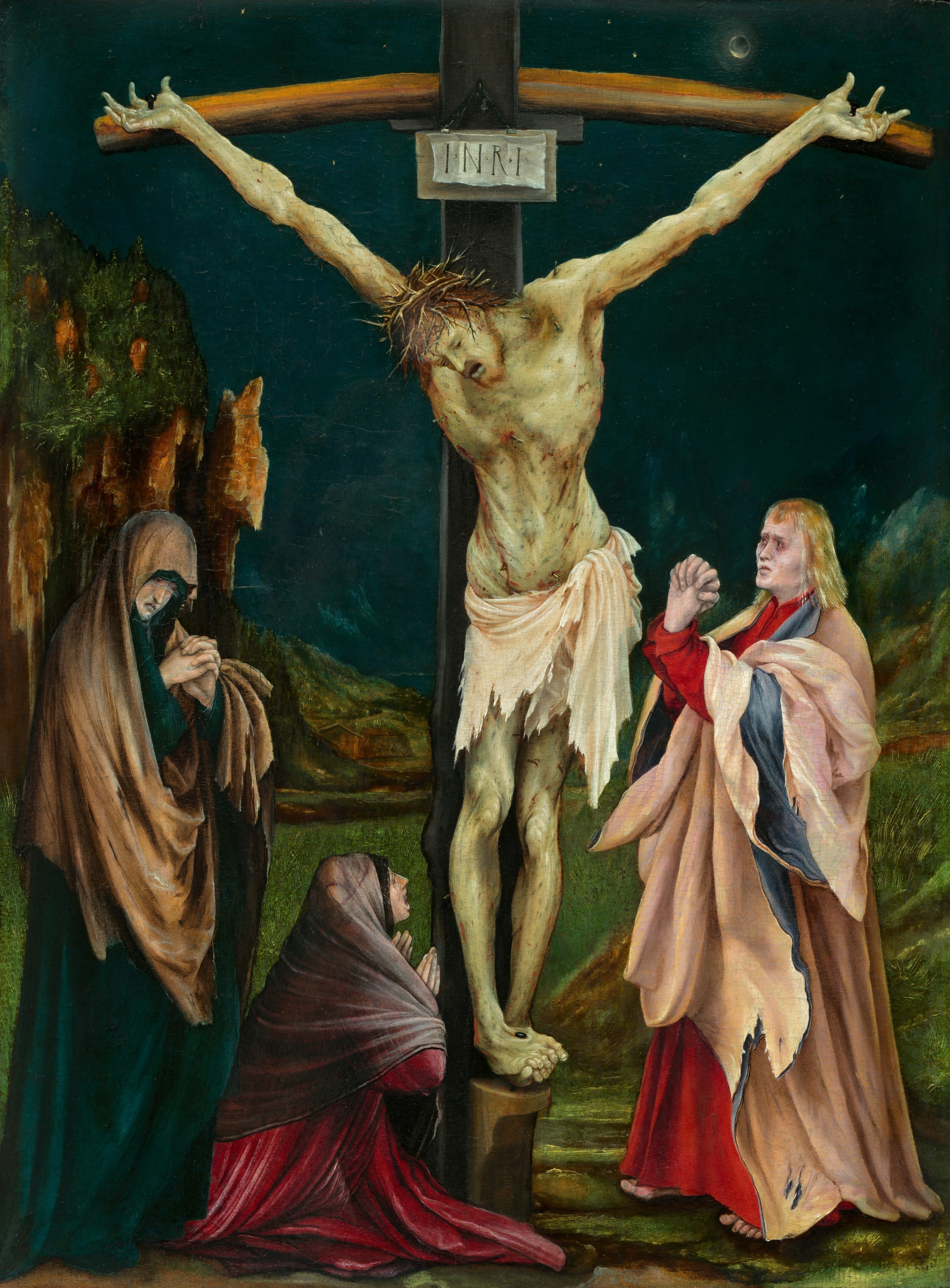